# Puchar Świata FIFA

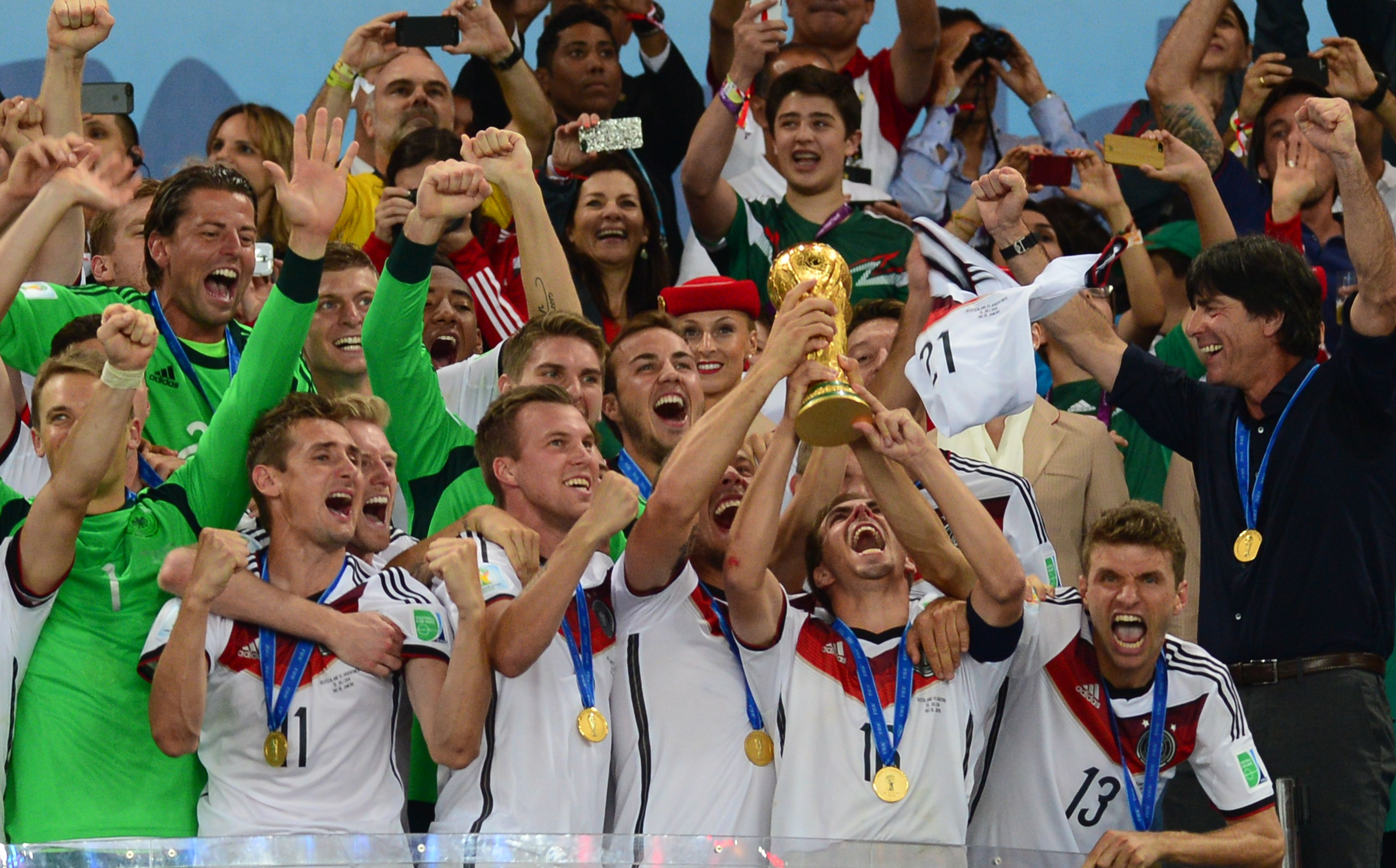
Reprezentacja Niemiec z Pucharem Świata (2014)

Puchar Świata FIFA – nagroda, której replika wręczana jest zwycięzcy Mistrzostw świata w piłce nożnej od 1974 r. Zastąpił on dawną nagrodę o nazwie „Złota Nike”, po tym jak w 1970 r. reprezentacja Brazylii otrzymała ją na własność po trzykrotnym wygraniu mistrzostw świata.

## Historia
Rzeźbę Pucharu Świata wykonał włoski artysta Silvio Gazzaniga. Przedstawia ona dwóch piłkarzy unoszących globus. Podstawę stanowią dwa pierścienie z malachitu i jedna złota obręcz między nimi, na której znajduje się miejsce na nazwy kolejnych zwycięzców mistrzostw świata w piłce nożnej. Jako pierwsi wpisali się piłkarze RFN pokonując Holandię w finale mistrzostw świata w 1974 r. Ostatnie miejsce zapełnią zwycięzcy mistrzostw w 2038 r. Oryginalny Puchar wykonany został z 18-karatowego złota, mierzy 36 cm wysokości i waży 6,175 kg. 
Puchar jest własnością FIFA i w odróżnieniu od „Złotej Nike” nie zostanie nigdy przekazany na własność żadnej drużynie. Jego pozłacana replika jest wręczana zaraz po meczu finałowym kapitanowi zwycięskiej reprezentacji.

## Zdobywcy
Zdobywcy Pucharu Świata FIFA (FIFA World Cup Trophy):
- Brazylia – 1958[a], 1962[a], 1970[a], 1994, 2002
- Niemcy – 1954[a], 1974, 1990, 2014
- Włochy – 1934[a], 1938[a], 1982, 2006
- Argentyna – 1978, 1986, 2022
- Urugwaj – 1930[a], 1950[a]
- Francja – 1998, 2018
- Hiszpania – 2010
- Anglia – 1966[a]